# Ахматова Раїса Солтамурадівна
Раїса Солтамурадівна Ахматова (30 грудня 1928 , Грозний, РСФРР, СРСР  — 29 січня 1992 , Грозний ) — чеченська радянська поетеса, Народна поетеса Чечено-Інгушської АРСР (1977), голова Спілки письменників Чечено-Інгушської АРСР (1961—1983), голова Верховної Ради Чечено-Інгушської АРСР (1963—1985).

## Біографія
Народилася у сім'ї робітника 13 грудня 1928 року. 1943 року закінчила Грозненське педагогічне училище. У роки депортації чеченців, з 1946 по 1956 роки, працювала вчителькою в Казахстані. З 1956 року почала працювати журналісткою . 1958 року вступила на Вищі літературні курси літературного інституту імені Максима Горького.
Видавалися та перевидавались десятки її книг. Вона єдина жінка, яка була удостоєна звання «Народна поетеса Чечено-Інгушетії». Вперше в чеченській літературі її героїні були показані як особи, які беруть активну участь у житті суспільства. У циклі «Найдорожче» (збірка «Об'явлення») Ахматова пише про Батьківщину, мир і дружбу. Її книги були видані мовами багатьох народів СРСР, а також були перекладені хінді, англійською, французькою, польською та німецькою мовами.
Брала активну участь у громадському житті. Була головою Спілки письменників Чечено-Інгуської АРСР (1961—1983), головою Верховної Ради Чечено-Інгуської АРСР (1963—1985), делегаткою XXII з'їзду КПРС, учасницею Світового конгресу за загальне роззброєння та мир . Багато років була членом Радянського комітету захисту миру. В останні роки свого життя очолювала республіканське відділення Радянського фонду культури .
Ряд дослідників припускає, що повний архів (понад 600 папок) її творів було знищено під час Першої російсько-чеченської війни.

## Нагороди
- орден Дружби народів (02.01.1979)
- орден «Знак Пошани»
- медалі

## У мистецтві
В 1972 році скульптор Іван Бекічев створив скульптурний портрет Раїси Ахматової .

## Пам'ять
У 2012 році вона, поряд з Лулою Жумалаєвою, була включена до Антології Всесвітньої жіночої поезії як представниця чеченської поезії.